# The Adventures of Ch!pz
The Adventures of Ch!pz is een het debuutalbum van de Nederlandse popgroep Ch!pz. Het album werd in Nederland uitgebracht op 4 februari 2004. In 2005 werd het uitgebracht in Oostenrijk, Zwitserland en Duitsland. Na de successen aldaar werden in 2006 ook singles van het album uitgebracht in Scandinavische landen.

## Hitlijsten
| Chart (2004)                | Peak |
| --------------------------- | ---- |
| Album Top 100 - Nederland   | 1    |
| Chart (2005)                | Peak |
| Album Top 75 - Oostenrijk   | 9    |
| Album Top 100 - Zwitserland | 20   |
| Chart (2006)                | Peak |
| Album Top 60 - Zweden       | 35   |

## Tracklist
| 1.                 | Cowboy                               | 02:52 |
| 2.                 | Captain Hook                         | 03:14 |
| 3.                 | Bang Bang                            | 03:14 |
| 4.                 | Ch!pz in Black (Who You Gonna Call?) | 03:02 |
| 5.                 | Say I'm Ur No 1                      | 02:51 |
| 6.                 | Milky Way                            | 03:14 |
| 7.                 | The Haunted House                    | 03:18 |
| 8.                 | 4 Who U R                            | 03:57 |
| 9.                 | The Happy Hook                       | 03:38 |
| 10.                | Jungle Beat                          | 03:08 |
| 11.                | Slay Slay                            | 03:28 |
| 12.                | The Timeriders                       | 03:38 |
| Totale duur: 39:34 |                                      |       |